# 上肯彭国家公园
上肯彭国家公园（荷蘭語：Nationaal Park Hoge Kempen）是比利时佛兰德的首个国家公园，位于比利时林堡省东部的肯彭地区，成立于2006年3月，是Natura 2000网络的一部分。